# El imperio donde nunca se pone el sol
La frase el imperio donde nunca se pone el sol ha sido usada en diferentes contextos para definir un cierto tipo de imperio global, tan extenso que siempre hay al menos una parte de su territorio donde es de día. Fue originalmente usada para referirse al Imperio español, fundamentalmente en el siglo XVI, siglo XVII y el siglo XVIII. Posteriormente, la expresión fue utilizada para referirse al Imperio británico, principalmente en el siglo XIX y la mitad del siglo XX. 
Georg Büchmann sitúa la idea en Historias de Heródoto, dicho por Jerjes I antes de la segunda guerra médica. Un concepto similar aparece en el Viejo Testamento posiblemente en un tiempo previo a Heródoto y Jerjes I, donde en el Salmo 72:8 se habla del rey mesiánico: ‘Domine de mar a mar, y desde el río hasta los confines de la tierra.’ y también ‘Que te teman mientras duren el sol y la luna, por todas las generaciones’ en el Salmo 72:5. Este concepto había existido en el antiguo oriente próximo incluso antes del Viejo Testamento. La Historia de Sinuhé (siglo XIX a. C.) anuncia que el rey egipcio manda “sobre todo lo que el sol engloba.” Textos mesopotámicos contemporáneos de Sargón I de Acad (c. 2334 – 2279 aC) proclaman que este rey gobernó sobre “todas las tierras desde el amanecer hasta el atardecer.”

## Imperio español

Mapa diacrónico del Imperio español.

Al comienzo del siglo XVI se originó la frase «el imperio en el que nunca se pone el sol» como una apreciación hecha por fray Francisco de Ugalde a Carlos I de España (a la sazón, rey de 1516 a 1556) quien como rey de España y emperador del Sacro Imperio Romano Germánico desde 1520 bajo el nombre de Carlos V poseía un Imperio que incluía territorios en Europa (especialmente Italia y los Países Bajos), varias islas en el Atlántico y en el Mediterráneo, ciudades en el norte de África y vastos territorios en América.
La frase ganó popularidad durante el reinado del Felipe II de España, hijo de Carlos I, cuando las islas Filipinas y los archipiélagos de Micronesia en el Pacífico se anexionaron a la corona española. 
En 1585, Giovanni Battista Guarini escribió Il pastor fido para conmemorar el matrimonio de Catalina Micaela, hija de Felipe II, con Carlos Manuel I, duque de Saboya. La dedicatoria de Guarini decía: "Altera figlia / Di qel Monarca, a cui / Nö anco, quando annotta, il Sol tramonta". ("La orgullosa hija / de ese monarca a quien / cuando oscurece [en otros lugares] el sol nunca se pone.").
A principios del siglo XVII, la frase era familiar para John Smith, y para Francis Bacon, quien escribió: "tanto el Este como las Indias Occidentales se encuentra en la corona de España, se ha llegado a suceder, que, como se dice en una especie de expresión valiente, el sol nunca se pone en los dominios españoles, pero nunca brilla sobre una parte u otra de ellos : que, para decir de verdad, es un rayo de gloria [...]". Thomas Urquhart escribió de "ese gran Don Felipe, Tetrarca del mundo, sobre cuyos súbditos nunca se pone el sol".
En la obra Don Carlos de 1787 del dramaturgo alemán Friedrich Schiller, el padre de Don Carlos, Felipe II, dice (en alemán): "Ich heiße / der reichste Mann in der getauften Welt; / Die Sonne geht in meinem Staat nicht unter." ("Me llaman / El monarca más rico del mundo cristiano; / El sol en mi dominio nunca se pone.").
Joseph Fouché recordó a Napoleón diciendo antes de la Guerra peninsular: "Reflexiona que el sol nunca se pone en la inmensa herencia de Carlos V, y que tendré el imperio de ambos mundos". Esto fue citado en Life of Napoleon de Walter Scott.
Se ha afirmado que el emblema de Luis XIV de Francia, el "Rey Sol", y el lema asociado "Nec pluribus impar" se basaron en el emblema solar y el lema de Felipe II.

## Imperio portugués

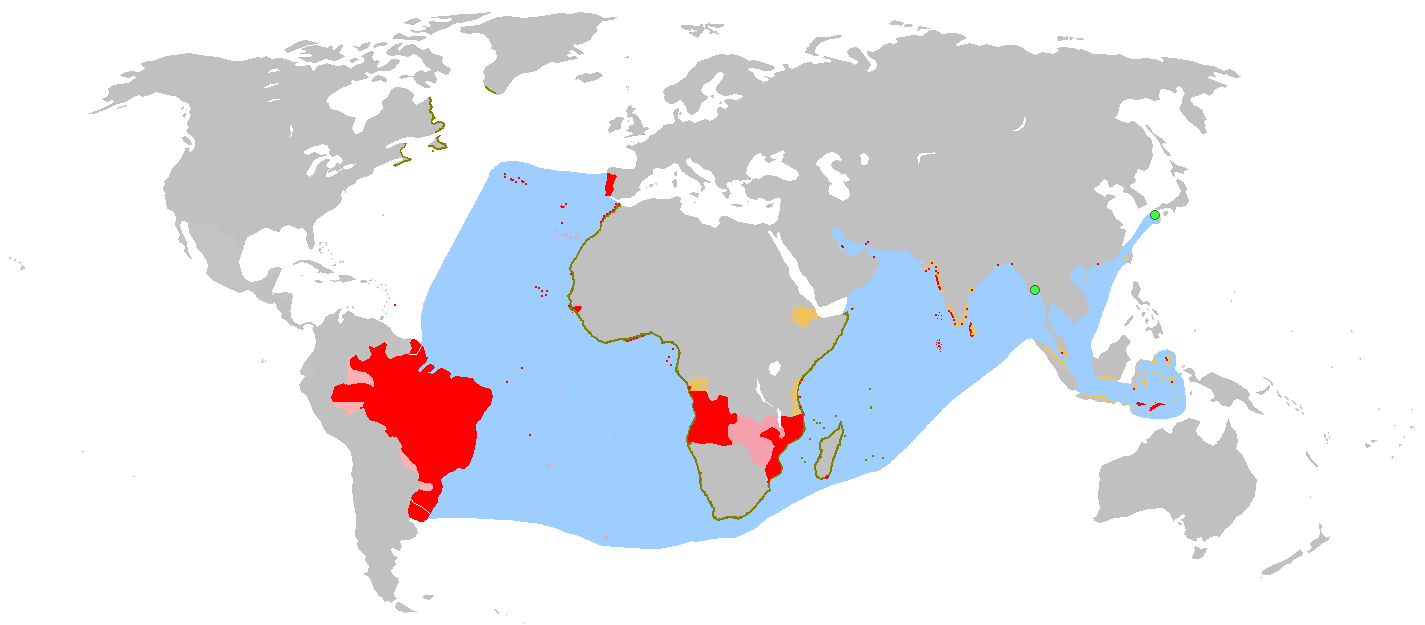
Mapa del Imperio portugués

Cuando el rey Enrique I de Portugal murió sin descendencia, Felipe II fue reconocido también rey de Portugal en 1581. A partir de entonces, Felipe II reinaría no solo sobre todas las posesiones de su padre, sino también sobre el Imperio portugués, que incluía territorios en América, norte de África y África subsahariana, así como en todos los subcontinentes de Asia e islas en los océanos Índico y Pacífico.

## Primer Imperio francés

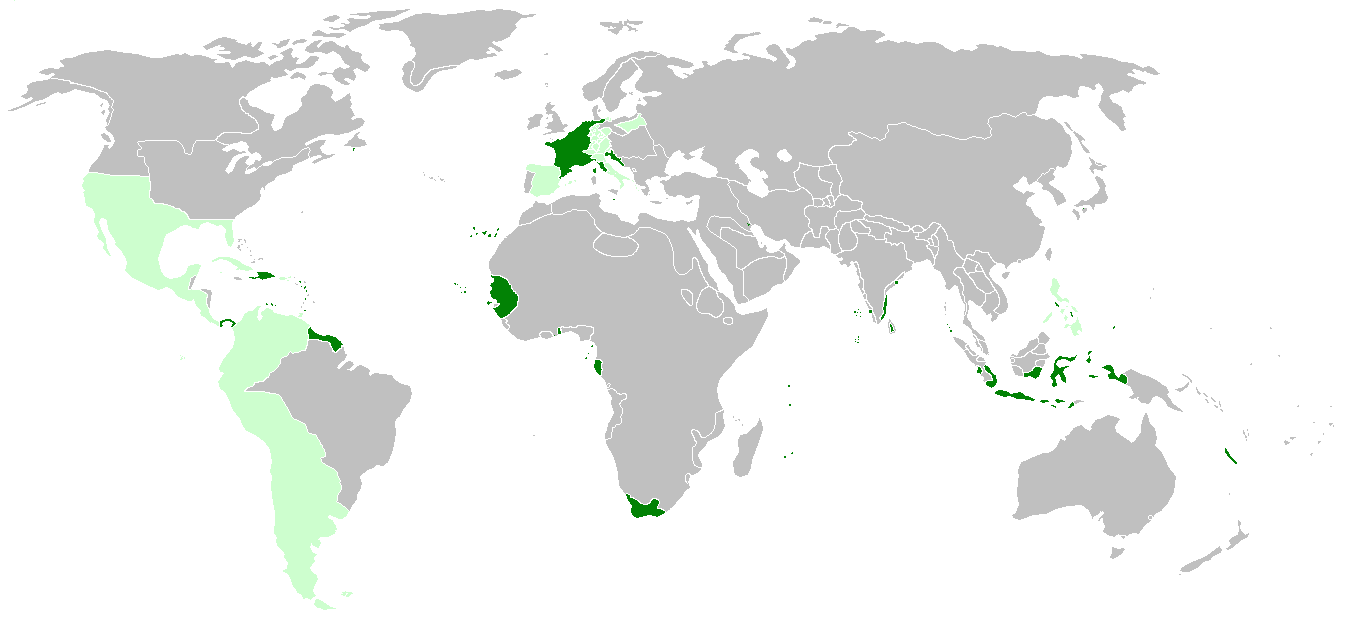
El Primer Imperio francés y su dominio colonial en 1812:
Francia y sus colonias
Estados ocupados y sus dominios

Las extensiones españolas serían incorporadas al Primer Imperio francés de Napoleón Bonaparte en 1808. Bonaparte reinaría sobre un vasto imperio que incluía territorios en gran parte de Europa y América, y pequeños territorios en África, Asia y Oceanía.

## Imperio británico

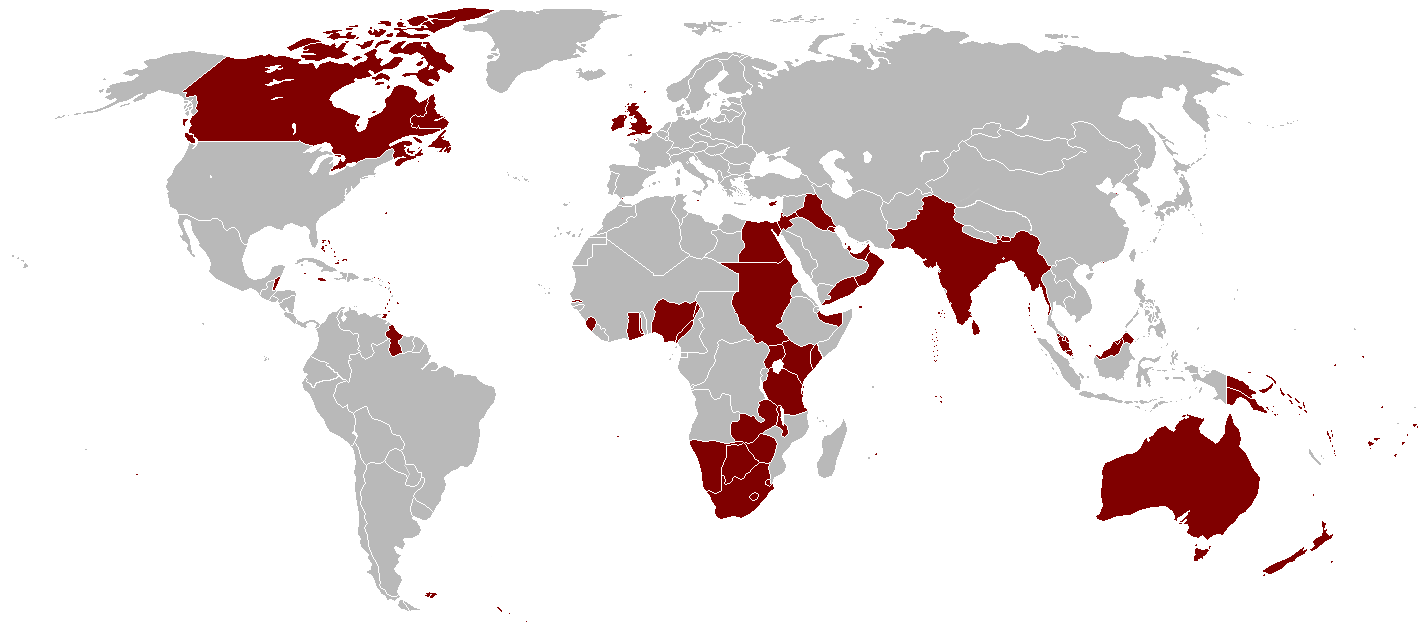
El Imperio británico en 1921, en su mayor expansión territorial.

En el siglo XIX, se hizo muy popular la frase en el Imperio británico. Este fue el tiempo en que los mapamundis mostraban en rojo y rosa para hacer visible el poder imperial sobre el globo. El escritor escocés John Wilson, bajo el pseudónimo de «Christopher North» en Blackwood's Magazine en 1829, es nombrado a veces como el originador de su uso en habla inglesa. Sin embargo, George Macartney escribió en 1773, al comienzo de la expansión territorial seguida a la victoria del Reino Unido en la guerra de los Siete Años, sobre "este vasto imperio en donde el sol nunca se pone, y cuyos límites la naturaleza aun no ha determinado."
En un discurso del 31 de julio de 1827, el reverendo R. P. Buddicom dijo: "Se había dicho que el sol nunca se puso en la bandera británica; era ciertamente un viejo dicho, sobre la época de Ricardo II, y no era tan aplicable entonces como en la actualidad". En 1821, el Caledonian Mercury escribió sobre el Imperio británico: "En sus dominios el sol nunca se pone; antes de que sus rayos de la tarde salgan de las agujas de Quebec, sus rayos de la mañana han brillado tres horas en Port Jackson, y mientras se hunde desde las aguas del lago Superior, su ojo se abre sobre la boca del Ganges".
Daniel Webster expresó una idea similar en 1834: "Un poder que ha salpicado la superficie de todo el globo con sus posesiones y puestos militares, cuyo tambor matutino, siguiendo el sol y haciendo compañía con las horas, rodea la tierra con una tensión continua e ininterrumpida de los aires marciales de Inglaterra". En 1839, Henry Ward dijo en la Cámara de los Comunes: "Miren el imperio colonial británico, el imperio más magnífico que el mundo haya visto jamás. Los viejos españoles se jactan de que el sol nunca se puso en sus dominios, se ha realizado más verdaderamente entre nosotros". En 1861, Lord Salisbury se quejó de que el millón gastado en defensa colonial por Gran Bretaña simplemente permitió a la nación "proporcionar una agradable variedad de estaciones a nuestros soldados, y disfrutar del sentimiento de que el sol nunca se pone en nuestro imperio".

## Estados Unidos

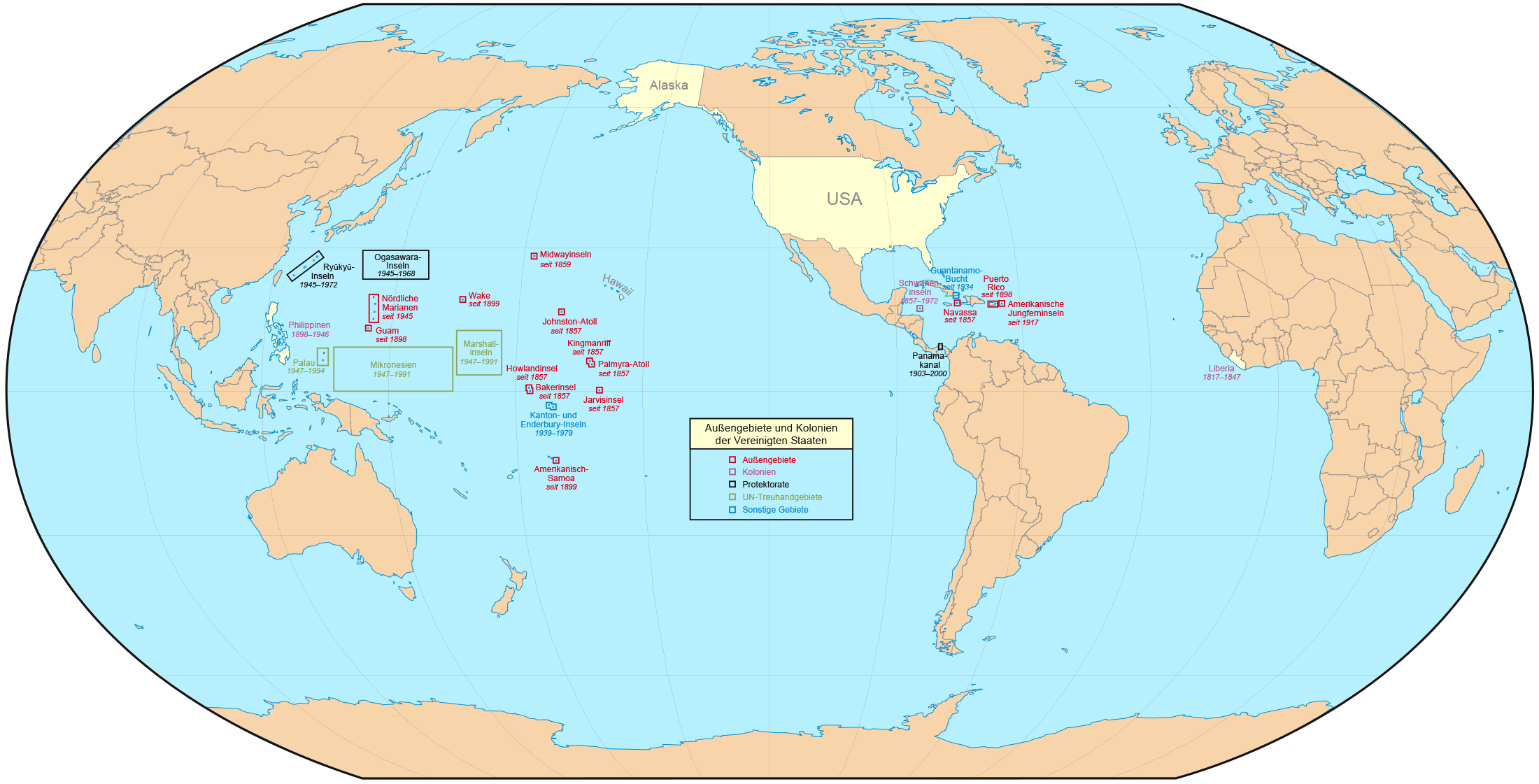
Posesiones estadounidenses desde 1898.

Desde mediados del siglo XIX, la imagen de «el sol nunca se pone» se puede encontrar aplicada a la cultura anglosajona, incluyendo explícitamente tanto el Imperio británico como los Estados Unidos, por ejemplo en un discurso de Alexander Campbell en 1852: «A Gran Bretaña y América Dios ha otorgado la posesión del Nuevo Mundo, y porque el sol nunca se pone sobre nuestra religión, nuestro lenguaje y nuestras artes... »
A finales de siglo, la frase también se aplicaba solo a los Estados Unidos. Un artículo de la revista de 1897 titulado «La nación más grande de la Tierra» se jactó, «El sol nunca se pone en el Tío Sam». En 1906, William Jennings Bryan escribió: «Si no podemos jactarnos de que el sol nunca se pone en territorio estadounidense, podemos encontrar satisfacción en el hecho de que el sol nunca se pone en la filantropía estadounidense». después de lo cual, The New York Times recibió cartas que intentaban refutar su presuposición. Una discusión del libro de historia de 1991 sobre la expansión de Estados Unidos dice: «Hoy... el sol nunca se pone en territorio estadounidense, propiedades del Gobierno de los Estados Unidos y sus ciudadanos, fuerzas armadas estadounidenses en el exterior o países que conducen sus asuntos dentro de límites definidos por el poder estadounisense».
Desde mediados del siglo XIX, la imagen del sol nunca se pone se puede encontrar aplicada a la cultura anglófona, incluyendo explícitamente tanto el Imperio británico como los Estados Unidos, por ejemplo en un discurso de Alexander Campbell en 1852: "A Gran Bretaña y [los Estados Unidos de] América, Dios ha concedido la posesión del nuevo mundo; y porque el sol nunca se pone sobre nuestra religión, nuestra lengua y nuestras artes...".
Aunque esta terminología se utiliza como un tono patriótico hacia al propio país en sí, la frase a veces se usa críticamente con la implicación del imperialismo estadounidense, como en el título del libro de Joseph Gerson, The Sun Never Sets: Confronting the Network of Foreign US Military Bases.